# Trichosetodes pauli
Trichosetodes pauli är en nattsländeart som beskrevs av Francois-Marie Gibon 1986. Trichosetodes pauli ingår i släktet Trichosetodes och familjen långhornssländor. Inga underarter finns listade i Catalogue of Life.